# Chivu Stoica
Chivu Stoica, född 8 augusti 1908 i Buzău, död 18 februari 1975 i Bukarest, var en rumänsk kommunistisk politiker. Han var Rumäniens premiärminister (ordförande i ministerrådet) 1955–61 och statschef (ordförande i statsrådet) 1965–67. 

## Biografi
Stoica var sjätte barnet till en plöjare. Vid 12 års ålder lämnade han hemmet och började arbeta som lärling på det statliga järnvägsbolaget Căile Ferate Române. År 1921 flyttade han till Bukarest, där han tog arbete som pannskötare och blev medlem i Rumänska kommunistpartiet.
Under våren 1931 började Stoica arbeta på en bangård i Griviţa, där han träffade Gheorghe Gheorghiu-Dej, Vasile Luca och Constantin Doncea. Tillsammans organiserade de 1933 en järnvägsstrejk, för vilken Stoica dömdes till ett 15-årigt fängelsestraff 1934.
Stoica var politbyråmedlem i Rumänska kommunistpartiets centralkommitté 1945–75. Han innehade posten som vice ministerrådsordförande 1950–55 och ministerrådsordförande (motsvarande premiärminister) 1955–61. Han var därefter ordförande i statsrådet 1965–67.
Stoica kom senare att falla i onåd hos Nicolae Ceaușescu och dennes hustru Elena. 1975 begick han självmord med ett jaktgevär.